# Station Neyagawashi
Station Neyagawashi (寝屋川市駅, Neyagawashi-eki) is een spoorwegstation in de Japanse stad Neyagawa. Het wordt aangedaan door de Keihan-lijn. Het station heeft twee sporen, gelegen aan twee zijperrons.

## Treindienst

#### Keihan-lijn
| 1 | ■ Keihan-lijn | richting Hirakatashi, Chūshojima, Sanjō en Demachiyanagi    |
| 2 | ■ Keihan-lijn | richting Moriguchishi, Kyōbashi, Yodoyabashi en Nakanoshima |

## Geschiedenis
Het station werd geopend in 1910 onder de naam Neyagawa. In 1951 kreeg het station de huidige naam.

## Overig openbaar vervoer
Er bevindt zich een busstation nabij het station.

## Stationsomgeving
Het station bevindt zich in het centrum van Neyagawa.
- Stadhuis van Neyagawa
- Hoofdkantoor van Exody
- Advansa Neyagawa (winkelcentrum):
  - Izumiya (supermarkt)
  - Mitsubishi Tokyo UFJ Bank
  - Kansai Urban Bank
  - Mister Donut
  - Yoshinoya
  - Kentucky Fried Chicken
- Bell Ōtoshi (winkelpromenade)
- Life (supermarkt)
- Kōnan (bouwmarkt)
- Joshin Denki (elektronicahandel)
- Tsutaya
- Sumiyoshi-schrijn
- Neyagawa Sasaragi-park
- Frest (supermarkt)
- Lawson
- FamilyMart
- fabriek van Itoki